# Sweet Sounds of Heaven
«Sweet Sounds of Heaven» (с англ. — «Сладкие звуки рая») — песня английской рок-группы The Rolling Stones, записанная с участием американских музыкантов Леди Гаги и Стиви Уандера. Она была выпущена 28 сентября 2023 года в качестве второго сингла их студийного альбома Hackney Diamonds.

## История
«Sweet Sounds of Heaven» были анонсированы группой в Instagram 25 сентября 2023 года, где прозвучал короткий фрагмент трека и была указана дата его выхода. В день релиза на официальном YouTube-канале Rolling Stones было выложено лирик-видео на радио-редакцию трека, а на YouTube-канале Apple Music — интервью с фронтменом группы Миком Джаггером. 8 декабря была выпущена концертная версия песни, записанная в клубе Racket в Нью-Йорке.

## Отзывы
Песня «Sweet Sounds of Heaven» была высоко оценена критиками. The Telegraph оценил его в 5 из 5 звёзд, заявив, что группа находится в «ликующей форме», и назвав трек «захватывающей, возвышающей прото-госпел песней, которая принадлежит к самым высоким эшелонам звёздного каталога Стоунз». Consequence назвал «гимническую, удивительно эмоциональную часть» «одной из лучших песен поздней сцены, которые могут предложить Стоунз», а вокальное взаимодействие между Джаггером и Гагой «[заставляет] расширенный трек чувствовать, что он пролетает мгновенно». American Songwriter оценил «действительно эпический» трек как «[доказательство] того, что рок-н-ролл и соул-музыка могут жить гармонично», а Rolling Stone далее описал его как «свободно текущее путешествие души» с «госпел-вибрацией». Телеканал RTÉ назвал трек главным событием альбома, заявив, что «это Stones in excelsis, космический горный хребет госпел-песни с, возможно, лучшим в истории вокалом Леди Гаги и потрясающей игрой на клавишах и фортепиано от старого партнёра группы по гастролям Стиви Уандера» . The New York Times назвала «Sweet Sounds of Heaven» пятой лучшей песней, выпущенной в 2023 году, заявив, что «песня поднимается к большому, госпельному финалу, а Джаггер и Гага подбадривают друг друга, чтобы запеть ещё».

## Чарты
| Чарт (2023)                                  | Высшая позиция |
| -------------------------------------------- | -------------- |
| Канада Digital Song Sales (Billboard)        | 19             |
| Хорватия (HRT)                               | 20             |
| Германия (GfK)                               | 84             |
| Япония Hot Overseas (Billboard Japan)        | 6              |
| Нидерланды (Single Top 100)                  | 42             |
| Нидерланды (Tipparade)                       | 18             |
| Новая Зеландия (RMNZ)                        | 23             |
| Швейцария (Schweizer Hitparade)              | 72             |
| Великобритания Singles Sales (OCC)           | 2              |
| США (Billboard Digital Songs)                | 29             |
| США (Billboard Hot Rock & Alternative Songs) | 45             |